# 金星生命
金星生命是指金星上可能存在的生命，迄今为止，人类尚未观测到金星生命的存在。金星是距离地球最近的行星，且金星在质量、大小、密度上与地球十分接近，在20世纪60年代金星探测任务揭示了其表面的极端环境之前，人们一度认为金星比火星更可能存在生命。
金星比地球更靠近太阳，剧烈的温室效应使得金星表面的温度达到约735开尔文（462°C），其地表大气压力是地球的九十多倍，生物难以生存在金星地表。但是金星大气高层温度、气压较低，嗜極微生物可能生存于此处。2020年9月的一项研究显示金星大气层中存在有磷化氢，这可能是金星生命存在的迹象。

## 表面状况
由于金星表面完全被浓密的大气和云层覆盖，因而在探测器抵达金星之前，人们对金星表面的认知基本来自于推测，直至20世纪中叶，人们仍然认为金星表面环境与地球相似，并可能存在生命。1870年，英国天文学家理查德·普罗克特认为，金星赤道附近不可能存在生命，但是两极则有可能。当时的科幻小说家对金星表面进行了大胆的想象和描述，在他们的笔下，金星表面或者遍布森林，或者拥有一个由石油或碳酸水构成的广袤海洋。
1958年，迈尔（C. Mayer）等人通过微波观测发现金星存在温度高达600开尔文（约326℃）的高温源，但当时科学家们对此高温源位于金星表面还是电离层存在争议。1962年12月，水手2号首次飞掠金星并对金星进行了科学探测，科学家根据水手2号发回的数据估计金星表面温度大概为500摄氏度。随着金星探测的持续进行，越来越多的证据表明金星的自然环境的极端恶劣，如大气中存在着大量硫酸云、极高的地表气压和温度，地球上的生命形式难于在金星的恶劣环境下生存。

## 过去的适居性
在金星的温室效应失控导致其丧失绝大多数水分之前，金星表面可以存在液态水，可能形成微生物生命。假设宜居带附近的行星上的水与地球上的水具有相同的起源，则後期重轟炸期及之后，液态水可能存在于金星表面长达6亿年，这段时间足以进化出简单生命。但不同的研究对金星表面液态水的存在时长的估计差距很大，从几百万年至数十亿年不等。2019年的一份研究指出，金星表面存在地表水并且较为宜居的时间可能长达30亿年，这一宜居状态可能一直持续到7至7.5亿年前，如果此结论正确，生命完全有足够的时间进化到大气层中。
目前人类对金星表面的探测很不充分，如果人类向金星发射能承受金星极端地表环境的探测器并对其表面物质分析，或许可以找到生物存在的相关证据。然而金星的地表十分年轻，仅有5亿年左右的年龄，这意味着即使在这之前金星上有生物存在，人类也很难在金星表面找到比这更早的生物的化石，但仍可能找到一些生命印迹。

## 大气的适居性

### 大气状况
金星拥有比地球更厚重与浓密的大气层，其主要成分为二氧化碳，大气层分布有浓厚的主要由硫酸组成的云层。大量的20世纪下半叶，科学家在对金星計劃、先驱者金星计划、麥哲倫號金星探測任务返回的数据进行分析时发现，金星的高层大气同时存在羰基硫、硫化氫和二氧化硫，羰基硫不容易通过无机过程产生，而硫化氢会自发与二氧化硫会反应，这说明金星上存在产生这两种物质的机制。此前还有金星探测器发现金星云层下存在氯气。二氧化碳、二氧化硫及水蒸气在太阳的照射下可在上层大气中发生光化学反应产生硫酸。
金星地表附近不可能存在生命，但是距离金星地表50公里附近的大气温度、压力及太阳辐射水平适宜，微生物可能栖身于此处。金星赤道附近云层存在紫外线频段下反射率较低的“暗区”，科学家因此猜测金星云层可能有吸收紫外线的化学物质，这些物质可能保护金星生命免遭紫外线的破坏，也有科学家猜测金星云层中的生物会吸收紫外线甚至金星生命自身即有利用紫外线的能力。

### 可能的生物标志物
2020年1月，天文学家称有证据表明金星表面的火山仍处于活跃状态，火山活动释放的物质可能是金星大气中可能存在的微生物的营养来源。
2020年9月，一个来自英国的科学家团队在金星大气中探测到了磷化氢气体。磷化氢气体难以在金星大气中稳定存在，此次探测出磷化氢证明金星上存在产生磷化氢的途径，目前人类尚未弄清这些磷化氢的来源。在地球上，磷化氢的主要由厌氧微生物代谢产生，而在金星的条件下，已知的非生命过程不会产生这么多的磷化氢。金星上磷化氢的产生机制可能是人类尚未发现的某种化学过程或是地质过程，亦有可能系某种微生物群落的代谢活动。後續有研究團隊認為先前該研究引用的電波訊號所反應的是二氧化硫而非磷化氫。